# ダン・セラフィニ
ダニエル・ジョゼフ・セラフィニ（Daniel Joseph Serafini, 1974年1月25日 - ）は、アメリカ合衆国出身の元プロ野球選手（投手）。イタリア系アメリカ人である。
サーフィンが趣味で、その事と自らの名前にかけたニックネームはサーフ。台湾球界での登録名は、丹尼。

## 経歴

### ロッテ入団前
2000年までに、メジャー4球団に在籍。2002年には台湾で、2003年にはリーガ・メヒカーナ・デ・ベイスボルとシンシナティ・レッズでプレーした。

### ロッテ時代
2004年1月31日にNPBの千葉ロッテマリーンズへ入団。主にリリーフとして起用後、ネイサン・ミンチー離脱後は先発ローテーションに加わる。9月9日の対ダイエー戦で、死球に激高したフリオ・ズレータとマウンド上で乱闘となり、負傷した挙句双方退場となる。 
2005年はシーズンは1年を通して先発ローテーション入りして11勝を挙げ、チームにとって1995年以来10年ぶりとなるパシフィック・リーグレギュラーシーズンAクラス入り（2位）に貢献した。また登板間隔が空いた時には中継ぎも務める。オールスターゲーム終了後は左足を負傷しボビー・バレンタイン監督曰く「投球はできるが、走れない」状況で、ベースカバーもほとんどままならなかった。同年チームはパ・リーグのレギュラーシーズンは2位で終えたが、同1位である福岡ソフトバンクホークスとのリーグ優勝を賭けたプレーオフ第2ステージで、セラフィニは2度杉内俊哉と投げ合い1勝を挙げ、同プレーオフ、そし1974年以来となるリーグ優勝に貢献。日本一を決めた阪神タイガースとの日本シリーズ第4戦でも勝利投手となる。シーズンオフにロッテは交渉を求めたが12月5日に自由契約選手となった。

### オリックス時代
ロッテ退団後の2005年12月16日年俸150万ドル（1億7200万円）の1年契約でオリックス・バファローズと契約する。2006年は左肩痛の影響で開幕から調子が上がらず、5月1日に治療のため一時帰国。全治1ヶ月の臍ヘルニアのため9月8日に帰国し、再来日することなく、7試合出場で0勝4敗。
2007年は、3月29日の対北海道日本ハムファイターズ戦で7回1/3を無失点に抑えて移籍後初及び2年ぶりの勝利を挙げる。その後も先発ローテーションに入るが、5月13日の東北楽天ゴールデンイーグルス戦で4回途中7失点KOされ、その際に右手親指を骨折して登録抹消され手術のため帰米。6月29日に再来日するが、7月14日にオリックスから解雇が発表された。9試合の登板で2勝5敗・防御率5.40だった。

### オリックス退団後
オリックス退団後はコロラド・ロッキーズとマイナー契約を結び、2007年9月にメジャーに復帰したが、その年限りで解雇された。11月27日、薬物規定に違反したとして50試合の出場停止処分を科せられた。
2009年は、第2回WBCでイタリア代表に選出され、3月9日のカナダ戦で先発し、勝利投手となる。大会終了後はリーガ・メヒカーナ・デ・ベイスボルのモンテレー・サルタンズに所属し、4月13日に先発し5回5失点で敗戦投手となり、この試合をもって解雇される。
2010年は独立リーグアトランティック・リーグのブリッジポート・ブルーフィッシュに所属し、2011年に再びリーガ・メヒカーナ・デ・ベイスボルのモンテレイ・サルタンズに移籍する。
以降はリーガ・メヒカーナ・デ・ベイスボルや独立リーグでプレーし2013年まで現役を続けた。また同年、第3回WBCでイタリア代表として選出される。
2011年頃からはネバダ州のスパークスで「Throw Like a Pro Baseball Academy」という野球アカデミーのオーナーを務めていた。また妻とともに「The Oak Tavern」というバーも経営していた。
2023年10月20日、逮捕されたことが複数の米メディアにより報じられた。2021年に義父を銃弾により殺害した容疑がもたれている。なお義母の殺人未遂の容疑でも起訴されている。義母は銃で撃たれた状態で発見され、けがからは回復したが、約1年後に自殺した。家族は事件のトラウマが自殺の要因としている。2025年7月14日、カリフォルニア州プレイサー郡の陪審は義父を殺害、義母を負傷させた第1級殺人罪などで有罪評決を下した。

## 選手としての特徴
球種は最高球速150 km/h近くのストレートに加え、スライダーやチェンジアップを投げる。制球力に難のある投手だが、勢いのある速球が適度に荒れながらも要所を締め、打者を威圧するような投球が特徴。
牽制の技術に長けており、チームメートの福浦和也からは「投球と判別できないほど」と評された。ロッテ時代はレギュラーシーズンのみならず、日本シリーズでも走者を牽制球で刺す場面が見られた。

## 詳細情報

### 年度別投手成績
| 年 度     | 球 団      | 登 板 | 先 発 | 完 投 | 完 封 | 無 四 球 | 勝 利 | 敗 戦 | セ 丨 ブ | ホ 丨 ル ド | 勝 率 | 打 者 | 投 球 回 | 被 安 打 | 被 本 塁 打 | 与 四 球 | 敬 遠 | 与 死 球 | 奪 三 振 | 暴 投 | ボ 丨 ク | 失 点 | 自 責 点 | 防 御 率 | W H I P |
| --------- | ---------- | ----- | ----- | ----- | ----- | -------- | ----- | ----- | -------- | ----------- | ----- | ----- | -------- | -------- | ----------- | -------- | ----- | -------- | -------- | ----- | -------- | ----- | -------- | -------- | ------- |
| 1996      | MIN        | 1     | 1     | 0     | 0     | 0        | 0     | 1     | 0        | --          | .000  | 23    | 4.1      | 7        | 1           | 2        | 0     | 1        | 1        | 0     | 0        | 5     | 5        | 10.38    | 2.08    |
| 1997      | MIN        | 6     | 4     | 1     | 0     | 0        | 2     | 1     | 0        | --          | .667  | 111   | 26.1     | 27       | 1           | 11       | 0     | 0        | 15       | 1     | 0        | 11    | 10       | 3.42     | 1.44    |
| 1998      | MIN        | 28    | 9     | 0     | 0     | 0        | 7     | 4     | 0        | --          | .636  | 345   | 75.0     | 95       | 10          | 29       | 1     | 1        | 46       | 2     | 0        | 58    | 54       | 6.48     | 1.65    |
| 1999      | CHC        | 42    | 4     | 0     | 0     | 0        | 3     | 2     | 1        | --          | .600  | 302   | 62.1     | 86       | 9           | 32       | 3     | 1        | 17       | 3     | 0        | 51    | 48       | 6.93     | 1.89    |
| 2000      | SD         | 3     | 0     | 0     | 0     | 0        | 0     | 0     | 0        | --          | ----  | 20    | 3.0      | 9        | 2           | 2        | 0     | 0        | 3        | 1     | 0        | 6     | 6        | 18.00    | 3.67    |
| 2000      | PIT        | 11    | 11    | 0     | 0     | 0        | 2     | 5     | 0        | --          | .286  | 280   | 62.1     | 70       | 9           | 26       | 1     | 4        | 32       | 2     | 0        | 35    | 34       | 4.91     | 1.54    |
| '00計     | PIT        | 14    | 11    | 0     | 0     | 0        | 2     | 5     | 0        | --          | .286  | 300   | 65.1     | 79       | 11          | 28       | 1     | 4        | 35       | 3     | 0        | 41    | 40       | 5.51     | 1.64    |
| 2002      | 中信       | 2     | 0     | 0     | 0     | 0        | 0     | 2     | 0        | --          | .000  | 31    | 4.2      | 10       | 0           | 5        | 0     | 1        | 1        | 0     | 0        | 6     | 6        | 13.50    | 3.21    |
| 2003      | CIN        | 10    | 4     | 0     | 0     | 0        | 1     | 3     | 0        | --          | .250  | 141   | 30.0     | 41       | 5           | 14       | 1     | 0        | 13       | 1     | 0        | 23    | 18       | 5.40     | 1.83    |
| 2004      | ロッテ     | 31    | 10    | 0     | 0     | 0        | 5     | 4     | 0        | --          | .556  | 357   | 80.2     | 80       | 11          | 35       | 2     | 4        | 66       | 2     | 1        | 48    | 37       | 4.13     | 1.43    |
| 2005      | ロッテ     | 27    | 22    | 2     | 0     | 0        | 11    | 4     | 0        | 1           | .733  | 627   | 151.1    | 137      | 12          | 56       | 3     | 5        | 117      | 5     | 0        | 60    | 49       | 2.91     | 1.28    |
| 2006      | オリックス | 7     | 5     | 0     | 0     | 0        | 0     | 4     | 0        | 0           | .000  | 114   | 21.2     | 34       | 7           | 11       | 0     | 4        | 11       | 3     | 0        | 24    | 24       | 9.97     | 2.08    |
| 2007      | オリックス | 9     | 8     | 0     | 0     | 0        | 2     | 5     | 0        | 0           | .286  | 202   | 45.0     | 57       | 3           | 20       | 1     | 1        | 23       | 3     | 0        | 29    | 27       | 5.40     | 1.71    |
| 2007      | COL        | 3     | 0     | 0     | 0     | 0        | 0     | 0     | 0        | --          | ----  | 4     | 0.1      | 0        | 0           | 2        | 0     | 1        | 0        | 0     | 1        | 2     | 2        | 54.00    | 6.00    |
| MLB:7年   | MLB:7年    | 104   | 33    | 1     | 0     | 0        | 15    | 16    | 1        | --          | .484  | 1226  | 263.2    | 335      | 37          | 118      | 6     | 8        | 127      | 10    | 1        | 191   | 177      | 6.04     | 1.72    |
| CPBL：1年 | CPBL：1年  | 2     | 0     | 0     | 0     | 0        | 0     | 2     | 0        | --          | .000  | 31    | 4.2      | 10       | 0           | 5        | 0     | 1        | 1        | 0     | 0        | 6     | 6        | 13.50    | 3.21    |
| NPB:4年   | NPB:4年    | 74    | 45    | 2     | 0     | 0        | 18    | 17    | 0        | 1           | .514  | 1300  | 298.2    | 308      | 33          | 122      | 6     | 14       | 217      | 13    | 1        | 161   | 137      | 4.13     | 1.44    |

### 記録
NPB
- 初登板：2004年4月12日、対西武ライオンズ3回戦（千葉マリンスタジアム）、7回表1死に2番手で救援登板、2/3回無失点
- 初奪三振：2004年4月13日、対西武ライオンズ4回戦（千葉マリンスタジアム）、6回表に赤田将吾から空振り三振
- 初先発・初勝利：2004年6月27日、対西武ライオンズ16回戦（富山市民球場アルペンスタジアム）、7回1失点
- 初完投勝利：2005年8月4日、対東北楽天ゴールデンイーグルス13回戦（千葉マリンスタジアム）、9回3失点

### 背番号
- 22 （1996年）
- 16 （1997年 - 1998年）
- 33 （1999年）
- 55 （2000年）
- 45 （2000年）
- 38 （2002年）
- 50 （2003年）
- 42 （2004年 - 2005年）
- 29 （2006年 - 2007年）